# Un gran doblez
«Un gran doblez» es una canción compuesta e interpretada por el músico argentino Luis Alberto Spinetta en el álbum Don Lucero de 1989, noveno álbum solista y 22º en el que tiene participación decisiva.
El tema está ejecutado por Spinetta (guitarra, voz y programación), Juan Carlos "Mono" Fontana (teclados), Guillermo Arrom (primera guitarra), Javier Malosetti (bajo), Jota Morelli (batería) y Chofi Faruolo (programación y bajos sequencer).

## Contexto
El mundo y Argentina vivían momentos convulsionados. En noviembre de ese año caería el Muro de Berlín dando inicio al fin de la Guerra Fría iniciada en 1947 y a la disolución de la Unión Soviética dos años después. Comenzaba así el período histórico conocido como globalización, con la generalización de la reglas neoliberales.
En Argentina ese año se realizaron las primeras elecciones para renovar un gobierno democrático desde 1951, resultando ganador el Partido Justicialista con la candidatura presidencial de Carlos Menem. Por primera vez en la historia argentina un presidente democrático transmitía el poder a un presidente democrático de otro partido. Spinetta había participado activamente en la campaña electoral apoyando al candidato derrotado, Eduardo Angeloz de la Unión Cívica Radical. Pero al mismo tiempo en marzo había estallado un brote hiperinflacionario que hundió en la pobreza a la mayor parte de la población, a la vez que sucesivas leyes de impunidad dejaban en libertad a los criminales que habían cometido crímenes de lesa humanidad en las décadas de 1970 y 1980.

## El álbum
Luego de Téster de violencia, un álbum conceptual diseñado para provocar una reflexión sobre la violencia poniendo al cuerpo en el centro, Spinetta buscó hacer un álbum que se orientara en la dirección inversa. Parafraseando su propia reflexión, si Téster había sido un álbum para pensar, Don Lucero era un álbum para sentir:

Está centrado en los sentidos y en los sentimientos, no en el pensar. No hay ninguna historia contada. No hay narración, sino imágenes e impresiones. No es por vía del entendimiento que se ingresa a este disco, no es como en Téster de violencia que se podían realizar largas explicaciones intelectuales. Aquí en cambio, muchas letras no dicen nada. Las letras no existían de antes, guardadas en un cajón o apuntadas en una libreta, como sí fue el caso de Téster, sino que surgieron y brotaron de la música... Después de hablar del cuerpo el paso siguientes es lo transmigratorio, la no materia, lo que viene después del testeo.
Luis Alberto Spinetta

## El tema
El tema es el octavo track (cuarto del Lado 2) del álbum solista Don Lucero, un álbum sensorial de Spinetta, que reúne del Lado 2 las canciones melódica y armónicamente más duras y herméticas, otorgándole al lado un sonido muy diferente del otro. En el recital que realizó en San Isidro presentando el álbum en 1990, Spinetta lo definió como "un tema que queremos especialmente por el tipo de polenta que tiene".
La letra tiene varias referencias animales ("momento de gato", "pose de avestruz", "conciencia siamesa"): 

Algo que tiene un gran doblez
en la conciencia y espera.
«Un gran doblez»

Musicalmente el tema tiene la estructura de una marcha mecánica y lenta, con un solo de guitarra eléctrica casi constante, interpretado por Guillermo Arrom.
El poeta Mauro Quesada ha escrito un artículo dedicado a Don Lucero, definiendo al álbum como "lo inasible" y sosteniendo que está apoyado en tres temas: «Fina ropa blanca», «Un sitio es un sitio» y «Un gran doblez». Las tres canciones están conectadas y se encuentran construidas en torno a "imágenes que giran en torno a una ausencia...; tres puntos de vista de un objeto aún no descubierto". Con respecto a «Un gran doblez», Quesada dice que "vemos un ocultamiento en  «el doblez en la conciencia», cosas que quedan del otro lado y no llegamos a ver, o no queremos («estando en pose de avestruz»), por presunto horror o quién sabe qué. Y «el cierre que se abre» también apunta a este sentido: se nos deja ver solo una parte, una porción, un recorte nada más de un universo totalmente vedado a nuestra imperfecta humanidad que tal vez se va deshaciendo en este acto sin solución".
El crítico musical Cristian Vitale recuerda la atmósfera que generaron estos temas "duros" de Spinetta en la presentación del álbum en Obras:

Obras se transformó en un colchón receptor de sonidos viscosos, trabados, profundos. Cómo olvidar «Un sitio es un sitio», «Es la medianoche», «Un gran doblez» y «Cielo invertido», tocados –casi– en hilera. Temas que fueron macerando con el tiempo –algunos increíbles, como «Es la medianoche»–, pero que escuchados de golpe –y sin el disco en casa– fue como clavarse un fondo blanco de ginebra en ayunas.
Cristian Vitale

En un reportaje de la época Spinetta decía, precisamente, que en el rock de ese momento, había como un "estado de siesta, donde a la gente le cuesta entretenerse con aquello que la provoque. La provocación dentro del rock and roll se hizo un estándar entonces llaman menos la atención aquellas cosas altamente creativas y que rompen la estructura del oyente".